# Serianus birabeni
Serianus birabeni är en spindeldjursart som beskrevs av Renato Neves Feio 1945. Serianus birabeni ingår i släktet Serianus och familjen Garypinidae. Inga underarter finns listade i Catalogue of Life.